# Mancomunitats de Mallorca
Les mancomunitats de l'illa de Mallorca són, d'acord amb el que es descriu des de l'observatori de polítiques locals (Consell de Mallorca), sis: la mancomunitat del Pla de Mallorca, la mancomunitat des Raiguer, la mancomunitat de Tramuntana, la mancomunitat Nord, la mancomunitat Sud-Mallorca i la mancomunitat del Migjorn.